# Eparchia di Feodosia

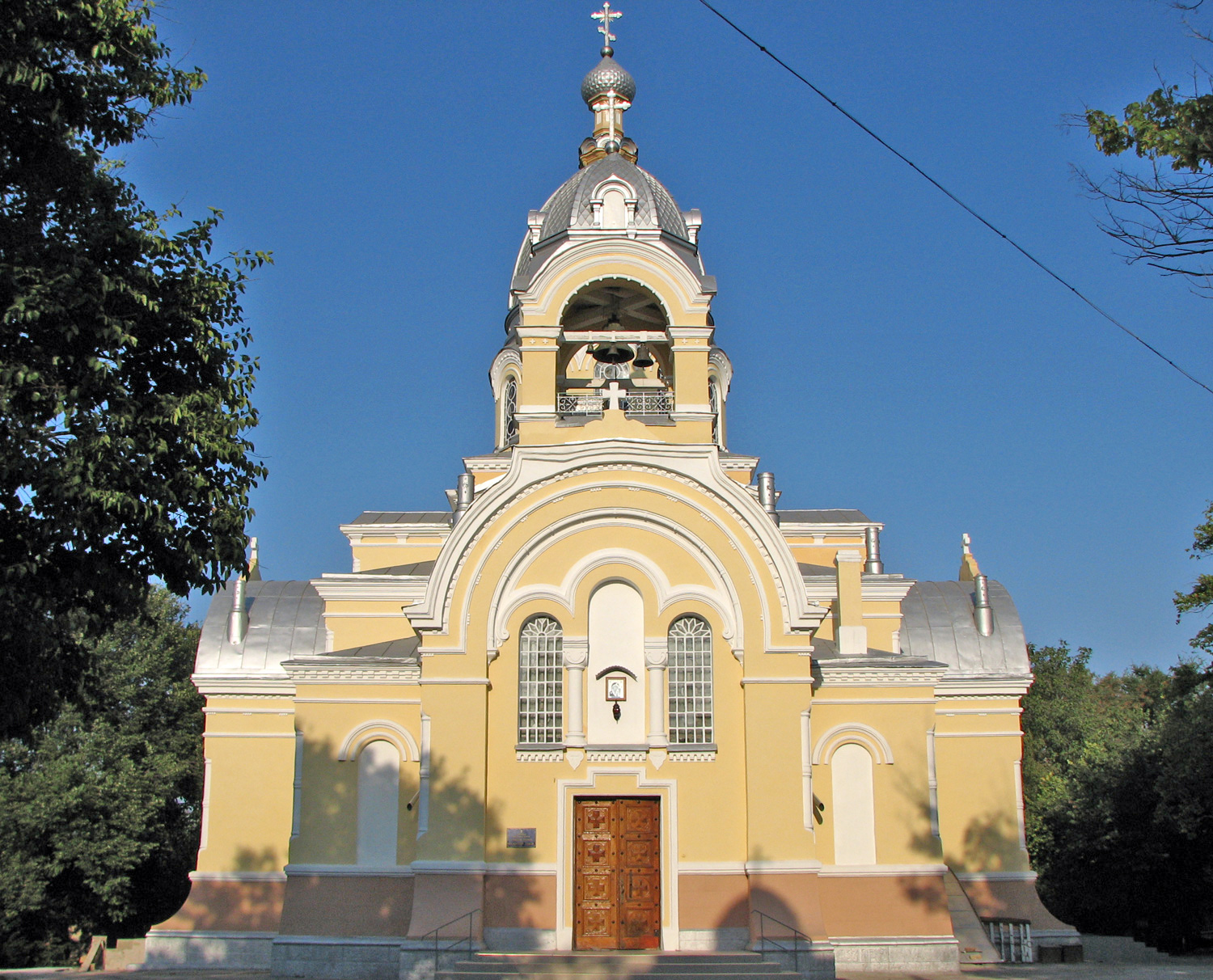
La cattedrale della Madonna di Kazan di Feodosia.

Localizzazione dell'eparchia in Crimea.

L'eparchia di Feodosia (in russo Феодосийская епархия?) è una diocesi della Chiesa ortodossa russa, appartenente alla metropolia della Crimea.

## Territorio
L'eparchia comprende i comuni di Kerč', Sudak e Feodosia e il distretto di Lenino nella parte orientale della repubblica di Crimea nel circondario federale meridionale.
Sede eparchiale è la città di Feodosia, dove si trova la cattedrale della Madonna di Kazan.
L'eparca ha il titolo ufficiale di «eparca di Džankoj e Kerč'».

## Storia
L'eparchia è stata eretta dal Santo Sinodo della Chiesa ortodossa ucraina del Patriarcato di Mosca il 20 dicembre 2012 separandone il territorio dall'eparchia di Sinferopoli e Crimea.
In seguito al trattato di adesione della Crimea alla Russia (18 marzo 2014), con decisione del Santo Sinodo della Chiesa ortodossa russa, il 7 giugno 2022 l'eparchia è stata annessa al Patriarcato di Mosca e contestualmente è entrata a far parte della metropolia della Crimea. Questa decisione non ha trovato il pieno consenso della Chiesa ortodossa ucraina del Patriarcato di Mosca, che continua ad elencare l'eparchia fra quelle dipendenti dalla propria autorità.